# Megophrys acuta
Espèce
Megophrys acuta est une espèce d'amphibiens de la famille des Megophryidae.

## Répartition
Cette espèce est endémique du Guangdong en République populaire de Chine. Elle se rencontre dans le xian de Fengkai.

## Description
Les femelles mesurent entre 28,1 et 33,6 mm et les mâles entre 27,1 et 33,0 mm. Leur corps est petit et mince, le museau pointu, le canthus rostralis est bien développé et saillant, les membres postérieurs courts.

## Publication originale
- Li, Jin, Zhao, Liu, Wang & Pang, 2014 : Description of two new species of the genus Megophrys (Amphibia: Anura: Megophryidae) from Heishiding Nature Reserve, Fengkai, Guangdong, China, based on molecular and morphological data. Zootaxa, no 3795, p. 449–471.